# Lighter aboard ship

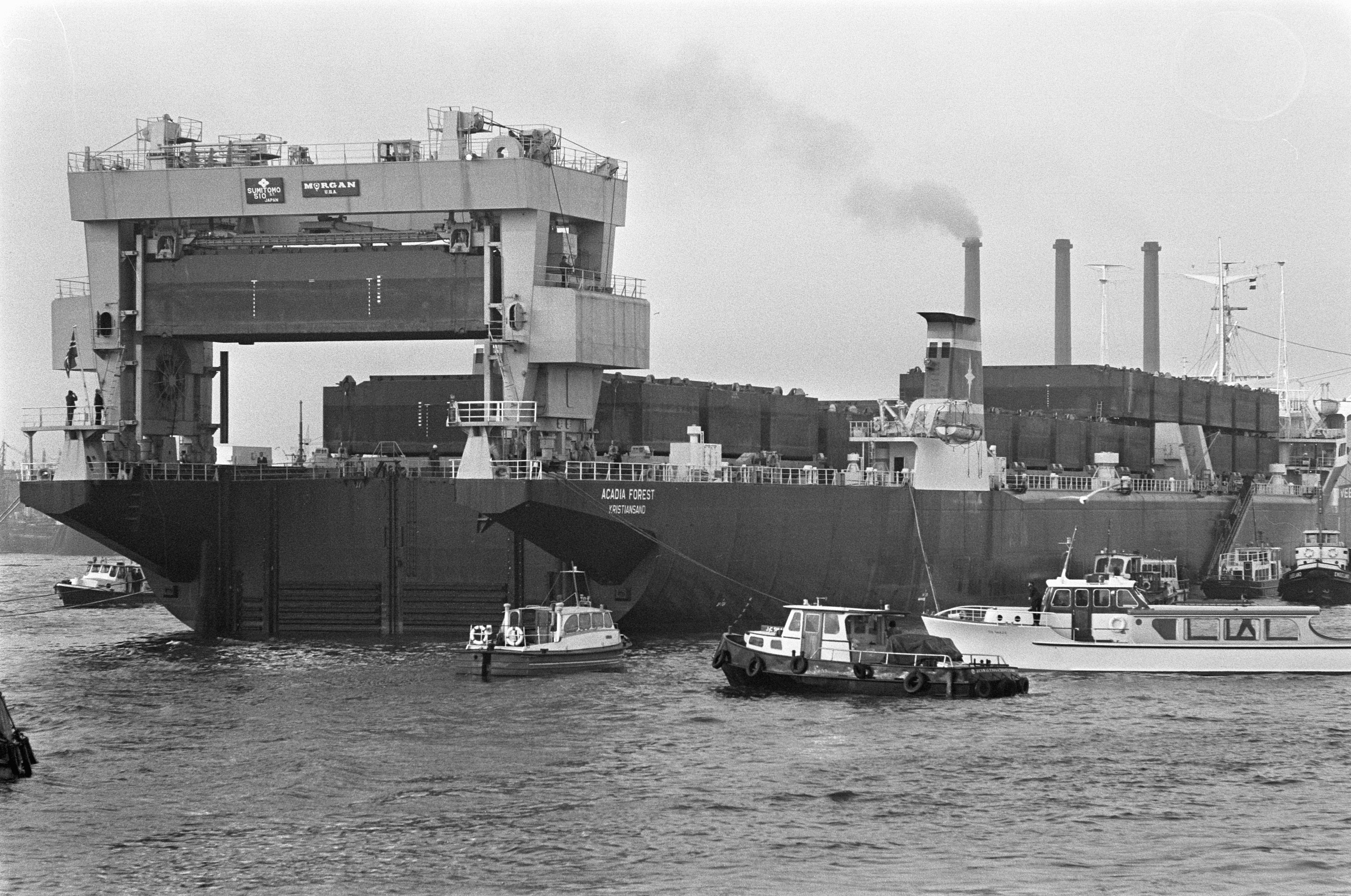
De Acadia Forest, het eerste LASH-schip, in 1969 in Rotterdam

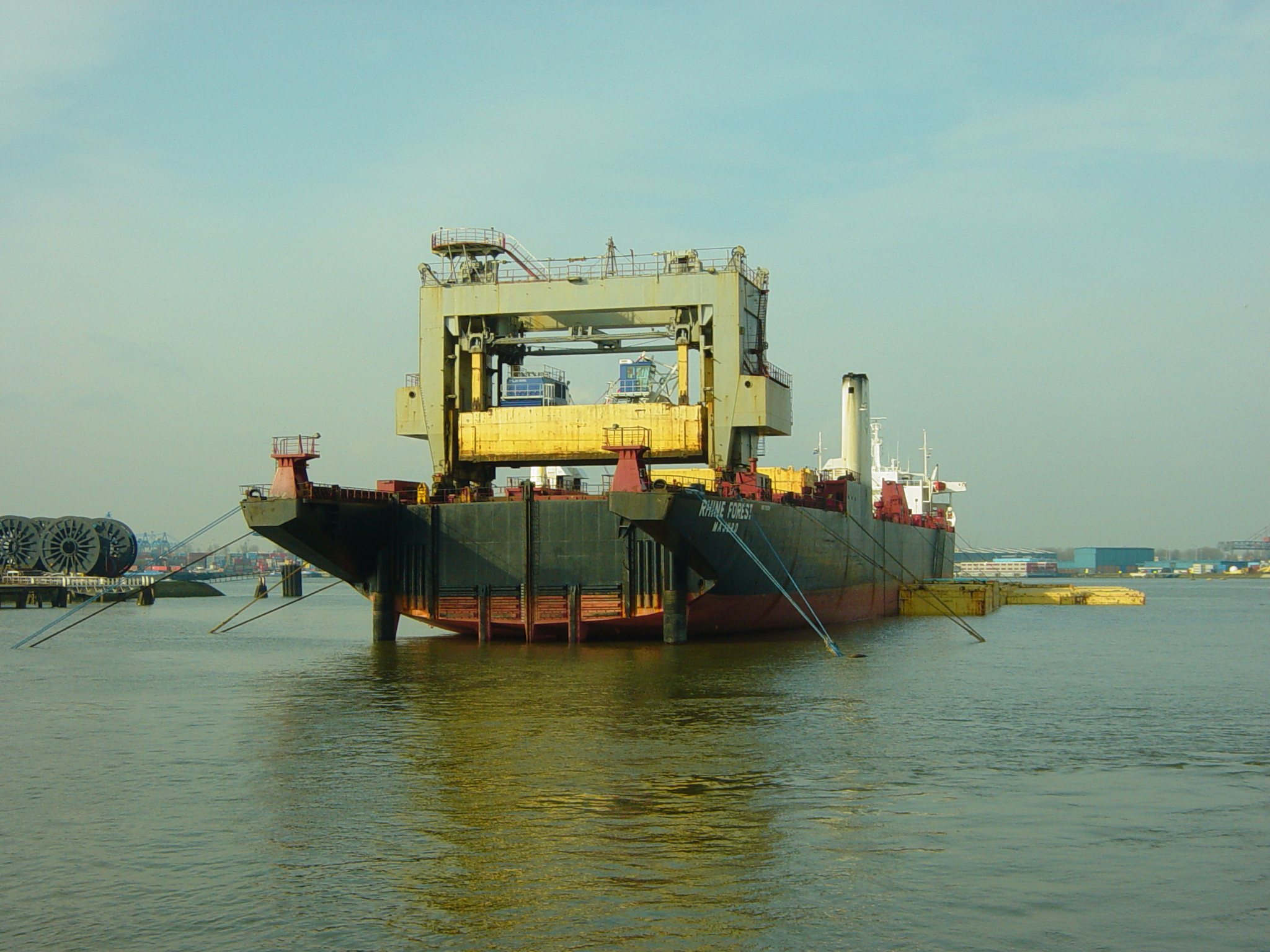
Rhine Forest (ex Bilderdijk) van de achterzijde gezien

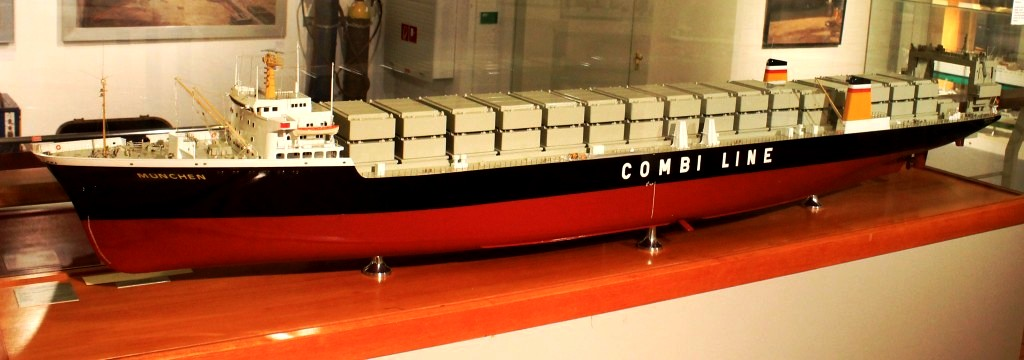
Scheepsmodel van de München

Een lighter aboard ship ofwel LASH-schip is een minder bekend scheepstype waarbij het schip een kraan aan boord heeft waarmee het zelf de drijvende lading kan laden en ontladen. Lighter in dit verband verwijst niet naar de kraan (lichten), maar naar het Engelse lighter, dat waarschijnlijk het best te vertalen is als bak of sloep. 
Hoewel de naam zou kunnen doen vermoeden dat het om allerlei soort lading zou kunnen gaan, worden in praktijk eigenlijk altijd gestandaardiseerde duwbakken gebruikt die in het Engels barges of zogezegd lighters worden genoemd. De duwbakken kunnen na gelost te zijn worden gekoppeld en verder landinwaarts worden verscheept, zonder dat overladen noodzakelijk is. Omgekeerd kan ook de lading via de binnenvaart worden aangevoerd. In dit verband is het Engelse woord lighter waarschijnlijk afkomstig uit het Nederlands of Duits: voor het lichten van lading werden vroeger ook wel sloepen of bakken langs het schip gelegd waarin de lading werd overgeladen; zo'n schip heet dan logischerwijs een lichter. LASH-schepen zijn nooit een groot succes geworden onder andere vanwege de opkomst van containerschepen: containers kunnen makkelijk overgeladen worden op andere schepen, de trein en vrachtauto's.
LASH-overslag vond onder meer plaats in de Rotterdamse Waalhaven: onder andere ijzer, staal, papier en rijst worden op deze manier overgeladen van oceaanschepen naar binnenvaarders en vice versa. Ook worden de LASH-bakken met duwboten naar bestemmingen in Nederland, Duitsland en België gebracht. De ladingen kunnen zo zonder overlading bij de ontvangers gelost of bij de verschepers geladen worden.
De schepen vallen op door de positie van de brug dicht bij de boeg. Hierdoor blijft het lange achterdek vrij voor de portaalkraan die over de lengte van het schip kan bewegen. Aan de achtersteven zijn twee uiterst links en rechts een rijbaan voor de wielen van de portaalkraan. Tussen de rijbanen is een leegte, hier worden de bakken opgepikt of neergelaten door de kraan.
Het concept werd ontwikkeld door Jerome L. Goldman van Friede & Goldman. Het eerste LASH-schip was de Acadia Forest van de Noorse rederij Mosvold Shipping. Het werd toentertijd gezien als belangrijke doorbraak omdat het oceaantransport en binnenvaart aan elkaar koppelt. Waterman Steamship and Forest Lines, een dochtermaatschappij van de International Shipholding Corporation, is een van de succesvolste bedrijven die LASH-schepen gebruiken en misschien wel het enige dat commercieel het LASH-systeem gebruikt.
In Europa zijn er twee bedrijven geweest met LASH-schepen. Het betrof hier een gezamenlijk project van de Rotterdamse Holland-Amerika Lijn (HAL) en de Duitse rederij Hamburg-America Line (HAPAG). De schepen waren de  München en de  Bilderdijk en de twee zijn gebouwd op de Cockerill scheepswerf. De München kwam in 1972 in de vaart. In december 1978 is het schip op de Atlantische Oceaan vergaan tijdens zwaar weer, waarbij alle bemanningsleden zijn omgekomen. Op 22 maart 1972 kwam de Bilderdijk in de vaart, met 83 bakken van 380 ton. In 1973 is de eigendom overgegaan naar Trans-Ocean (HAL) en in 1975 naar Intercontinental Transport (ICT). In 1996 werd het schip verkocht naar Liberia en werd het door eigenaar Central Gulf Line Inc. omgedoopt tot Rhine Forest. In 2008 werd het gesloopt.